# Finn Malmgren
Finn Adolf Erik Johan Malmgren, né le 9 janvier 1895 à Göteborg et mort fin juin ou début juillet 1928 dans l'Arctique, est un météorologue et explorateur polaire suédois.

## Biographie
Après des études à Göteborg, Sundsvall et Stockholm, Malmgren arrive en 1912 à Uppsala et y décroche son fil kand en 1916. En 1917, il devient l'assistant d'Axel Hamberg à son observatoire de Pårtetjåkkå, après quoi il revient à Uppsala en tant que professeur assistant à l'Institut de Météorologie. En 1921, il participe en tant qu'assistant aux travaux de la Commission biologico-hydrographique de Suède (sv) dans la station hydrographique de Bornö (sv).
Malmgren participe à l'expédition polaire de Roald Amundsen en 1922-1925 à bord du Maud. Il participe également à l'expédition du dirigeable Norge en 1926, dont il est le seul membre suédois. Pour ces faits il reçoit, à deux reprises, l'ordre (norvégien) de Saint-Olaf.
En 1928, il repart pour le pôle avec l'expédition d'Umberto Nobile et le dirigeable Italia. Le 25 mai, le dirigeable s'écrase sur les glaces. Malgré une blessure à l'épaule, Malmgren part chercher de l'aide à pied avec les officiers italiens Filippo Zappi et Adalberto Mariano le 30 mai. Zappi et Mariano sont récupérés par le brise-glace soviétique Krassine le 11 juillet, mais le corps de Malmgren n'a jamais été retrouvé. Les circonstances entourant sa mort n'ont pas été élucidées et Zappi et Mariano furent même suspectés de cannibalisme.
Malmgren reçut, à titre posthume, l'ordre de la Couronne d'Italie et la médaille d'or de la Valeur Civile italienne.